# Nowy cmentarz żydowski w Łańcucie
Nowy cmentarz żydowski w Łańcucie – został założony w 1860 roku i zajmuje powierzchnię 0,75 ha. W czasie II wojny światowej został całkowicie zdewastowany przez nazistów. Znajduje się na nim pomnik ku czci kilkuset ofiar Holocaustu rozstrzelanych przez Niemców w latach 1941-1944. Cmentarz znajduje się przy ul. Traugutta.